# Tuparezetes christineae
Tuparezetes christineae är en kvalsterart som beskrevs av Joyce Lance Spain 1969. Tuparezetes christineae ingår i släktet Tuparezetes och familjen Tuparezetidae. Inga underarter finns listade i Catalogue of Life.